# 358 f.Kr.

## Händelser

### Efter plats

#### Persiska riket
- Artaxerxes III ("Okos") efterträder Artaxerxes II som kung av Persiska riket och återställer centralmakten över rikets satraper. För att säkra tronen låter han avrätta de flesta av sina släktingar.

#### Grekland
- Despoten Alexander av Ferai i Thessalien blir mördad av sin hustrus bror, på hennes uppmaning.
- Kersobleptes ärver, tillsammans med sina bröder Amadokos och Berisades, den thrakiske kungen Kotys I:s land, sedan denne har blivit mördad. Skötseln av Thrakiens politik övertas dock av den euboeiske äventyraren Karidemos, som genom giftermål är sammanbunden med den kungliga familjen och som spelar en viktig roll i de efterföljande förhandlingarna med Aten angående äganderätten till thrakiska Kersonese.

#### Makedonien
- Filip II invaderar Paioniens stammars territorium och besegrar dem. Han utsträcker sin makt så långt in i landet som till sjön Ohrid.

#### Romerska republiken
- Romarna besegrar volskerna och annekterar det mesta av deras territorium samt befolkar det med romerska kolonisatörer. Romarna tvingar också latinska förbundet att förnya sin nära allians med Rom, en allians, som har försvagats genom gallernas anfall mot staden 390 f.Kr.

## Födda
- Seleukos I Nikator, en av Alexander den stores generaler och grundare av den seleukidiska dynastin (död 281 f.Kr.)

## Avlidna
- Artaxerxes II, kejsare av Persien sedan 404 f.Kr.
- Alexander, despot av Ferai i Thessalien
- Kotys I, kung av Thrakien
- Bardyllis, illyrisk kung (dödad i strid mot Filip II av Makedonien)